# 达尼埃莱·西尼奥雷
达尼埃莱·西尼奥雷（義大利語：Daniele Signore，1971年7月14日—），意大利男子赛艇运动员。他曾代表意大利参加2008年夏季残疾人奥林匹克运动会赛艇比赛，获得混合四人单桨有舵手金牌。